# Courant dominant
Pour les articles homonymes, voir Mainstream.
Le courant dominant (également désigné par l'anglicisme mainstream) est le courant de pensée ou de croyance d'une majorité. Il n'est pas nécessairement cohérent.
Le concept de courant dominant peut s'appliquer à la culture populaire, telle que diffusée par les médias de masse. Les opposés du courant dominant   peuvent être les subcultures ou les contre-cultures.
L'expression mainstream a été notamment popularisée en France par un livre du chercheur Frédéric Martel (Flammarion, 2010, livre traduit dans une vingtaine de langues).

## Analyse sociologique
La pression sociale, à travers des actions telles que la pression sociale, peut forcer les individus à se conformer aux mœurs du groupe (par exemple, obéir aux mandats du groupe de pairs).
Selon le sociologue G. William Domhoff, les critiques de la sociologie dominante et des sciences politiques qui suggèrent leur allégeance à quelques élites, comme les travaux des sociologues C. Wright Mills (notamment son livre The Power Elite) et Floyd Hunter, et la sociologie dominante « essaie souvent de rejeter la recherche sur la structure du pouvoir en tant que muckraking ou simple journalisme d'investigation » et minimise la notion de domination d'une élite au pouvoir en raison des doutes sur la capacité de nombreux secteurs d'activité à coordonner un programme unifié. réseau de planification qui peut exécuter cette fonction.

## Dans les médias
Les médias par les contraintes de rentabilité et de notoriété qu'ils imposent à leurs journalistes exercent une pression qui conduit à une uniformisation de leur contenu. Selon Pierre Bourdieu la course à l'audimat des différents médias obligent les journalistes à traiter les mêmes sujets : « ils en ont parlé, il faut qu’on en parle aussi » mais aussi à éviter de faire polémique pour ne vexer personne. Ainsi on assiste à une homogénéisation des médias.
Cette interprétation, de gauche, a été largement critiquée par de nombreux contradicteurs. À ce titre, le livre de F. Martel, pourtant également de gauche, montre une autre dimension du phénomène, notamment sa production à l'échelle mondiale, ses enjeux de soft power et d'influence, ainsi que la créativité qui peut naître d'un système de production économique. (Voir Le New Yorker, New York Times),.

### Sources

#### Sur les médias
- Pierre Bourdieu, Sur la télévision : L'emprise du journalisme, Paris, Liber-Raisons d'agir, 1996, 95 p. (ISBN 2-912107-00-8)
- Serge Halimi, Les Nouveaux Chiens de garde, Paris, Liber-Raisons d'agir, 1997, 162 p. (ISBN 2-912107-26-1)
- Frédéric Martel, Mainstream, Flammarion, 2010.